# Агустін Кола
Агустін Кола (алб. Agustin Kola, нар. 10 травня 1959) — албанський футболіст, що грав на позиції нападника, зокрема за«Тирану» та національну збірну Албанії. По завершенні ігрової кар'єри — тренер.

## Клубна кар'єра
У дорослому футболі дебютував 1980 року виступами за команду «Тирана», в якій провів одинадцять сезонів. За цей час чотири рази виборював титул чемпіона Албанії.
У сезоні 1991/92 років захищав кольори грецького клубу «Егалео».
1992 року повернувся до «Тирани», за який відіграв заключні п'ять сезонів своєї кар'єри. За цей час додав до переліку своїх трофеїв ще три титули чемпіона Албанії. Завершив професійну кар'єру в 1997 році.

## Виступи за збірну
1980 року дебютував в офіційних матчах у складі національної збірної Албанії.
Загалом протягом п'ятнадцятирічної кар'єри у національній команді провів у її формі 22 матчі, забивши 1 гол.

## Кар'єра тренера
Розпочав тренерську кар'єру як головний тренер рідної «Тирани», яку очолював у 2005–2006 та у 2008–2009 роках.
Згодом тренував «Камзу», тренував юнацькі команди «Тирани», а наразі останнім місцем тренерської роботи Коли був клуб «Адріатіку», головним тренером команди якого він був з 2015 по 2016 рік.

## Титули і досягнення

### Як гравця
- Чемпіон Албанії (7):

«Тирана»: 1981-1982, 1984-1985, 1987-1988, 1988-1989, 1994-1995, 1995-1996, 1996-1997
- Володар Кубка Албанії (5):

«Тирана»: 1982-1983, 1983-1984, 1985-1986, 1993-1994, 1995-1996
- Володар Суперкубка Албанії (1):

«Тирана»: 1994

### Як тренера
- Чемпіон Албанії (1):

«Тирана»: 2008-2009